# Карабина
Карабината (от френски: carabine) е огнестрелно оръжие, чиято цев и приклад са подобни на обикновената пушка или мускет, но обикновено карабината е по-късо и по-леко оръжие, но за сметка на това с по-малка ударна сила. Карабината първоначално е била създадена за нуждите на кавалерията, за които една пушка в пълен размер би била твърде тежка и неудобна за стрелба от кон. Карабините са били използвани и от второстепенни войници като например готвачи, техници и т.н., за които лекото оръжие е достатъчно и желателно. Много военни пушки са били произвеждани в два варианта: един в пълен размер и един като карабина. След Втората световна война щурмовата пушка (на английски: assault rifle), която в основата си е смес от карабина и картечен пистолет, става стандартно оръжие за пехотата, а карабината като категория военни огнестрелни оръжия намира своето приложение в равнинна, планинска, градска среда или джунгла.
Днес терминът „карабина“ се използва за множество огнестрелни оръжия, които по същество варират от пистолет до пушка. Пистолетите с раменен приклад (на английски: shoulder stock), автоматите или по леки версии на щурмови пушки, например M4 или HK G36C както и пушки, предназначени за изстрелване на пистолетни патрони, могат да бъдат наименувани с това название.